# 천르쥔
천르쥔(陳日君, 1931년 1월 13일 ~ )은 중국의 로마 가톨릭교회 추기경이며, 천주교 홍콩교구 제6대 교구장이다. 세례명은 요셉이다. 2006년 추기경에 서임되었다. 중국 공산당을 공개적으로 비판하고 인권과 정치적 자유, 종교의 자유 등에 관하여 문제점을 제기하는 등 소신 있는 발언을 많이 하는 것으로 유명하다.